# Nhánh màng não của thần kinh hàm dưới
Nhánh màng não (nhánh quặt ngược) của dây thần kinh hàm dưới (tiếng Anh: meningeal (recurrent) branch of the mandibular nerve) là một nhánh của thần kinh hàm dưới chi phối cho màng cứng.